# Opel Vivaro
Opel Vivaro – samochód osobowo-dostawczy klasy średniej  produkowany pod niemiecką marką Opel od 2001 roku. Od 2019 roku produkowana jest trzecia generacja pojazdu. 

## Pierwsza generacja

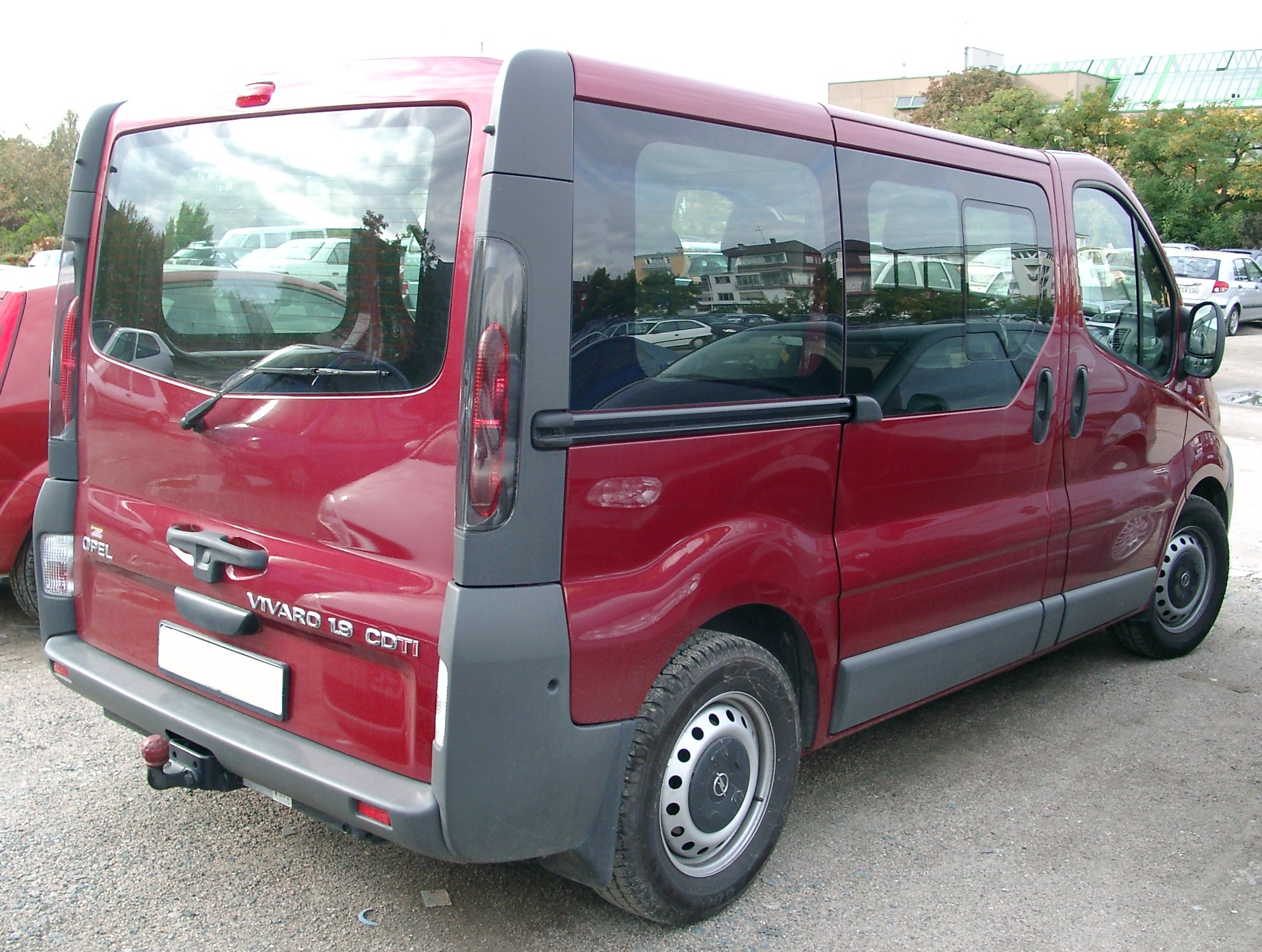
Opel Vivaro A – tył

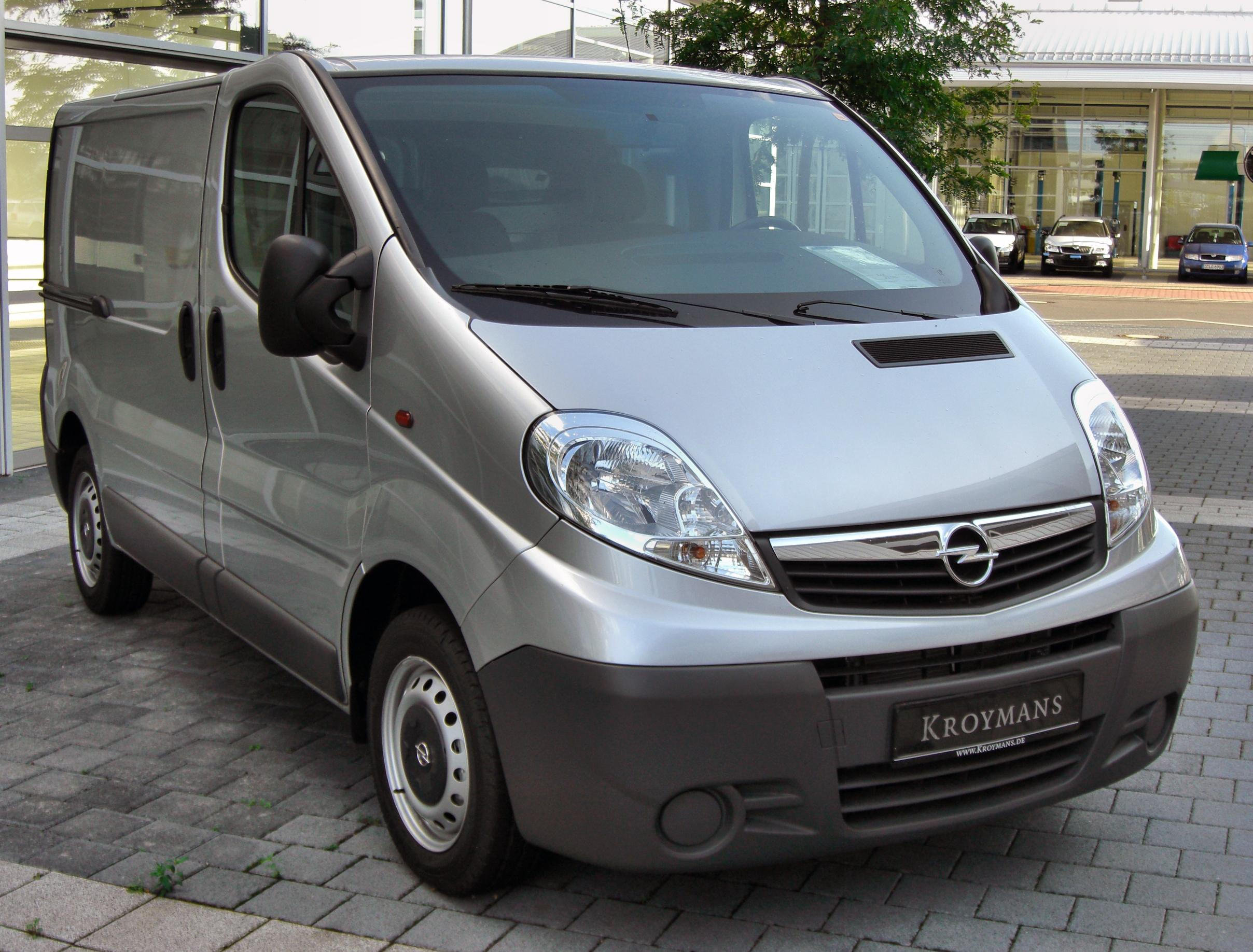
Opel Vivaro A po liftingu w wersji dostawczej

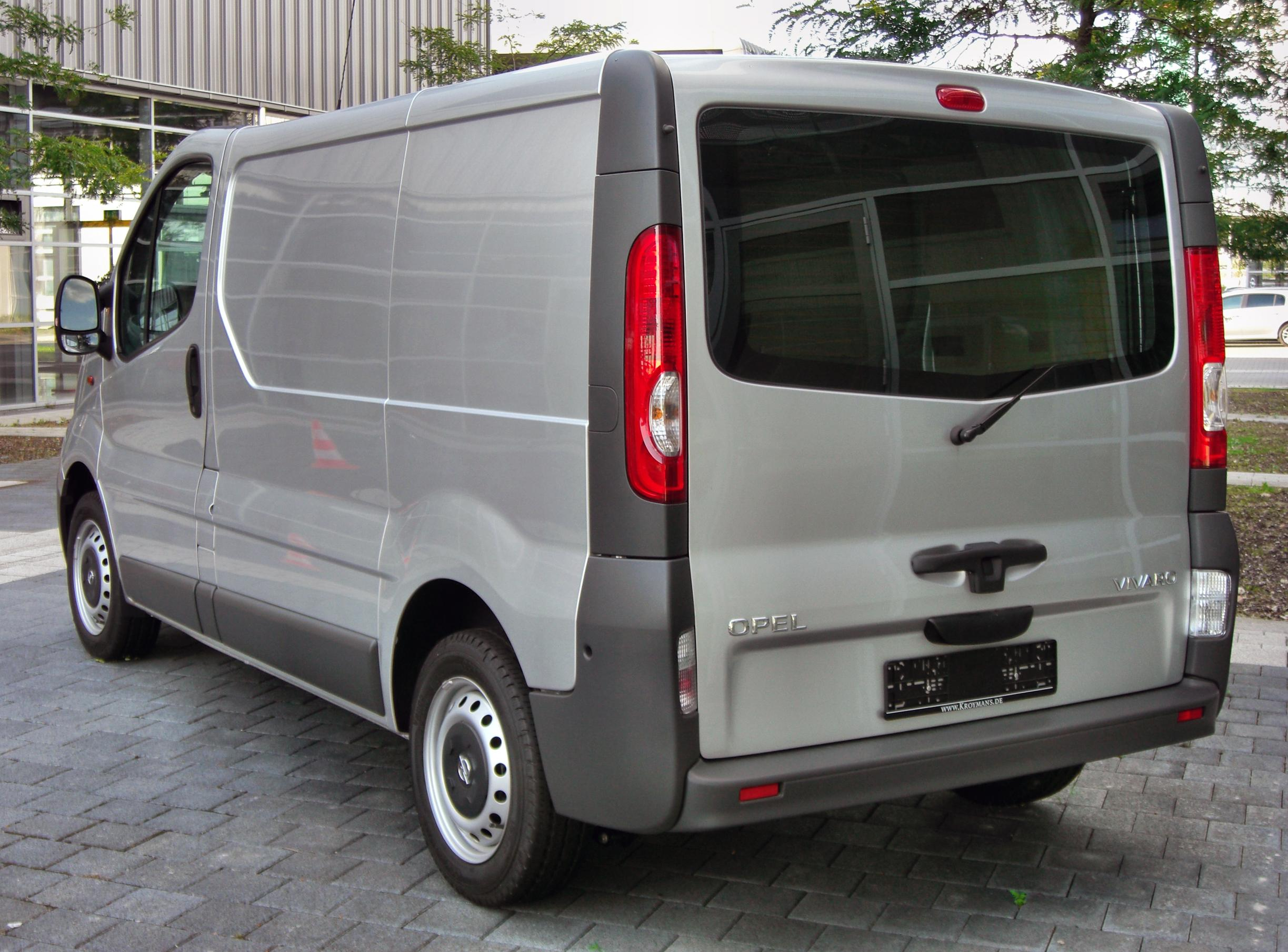
Opel Vivaro A – tył po liftingu wersji dostawczej

Opel Vivaro I został zaprezentowany we wrześniu 2001 roku.
W 2006 roku przeprowadzono face lifting pojazdu, który wynikał, podobnie jak w przypadku Renault Master z wprowadzenia silników spełniających normę emisji spalin Euro 4. Obecnie sprzedawane modele mają, ze względu na wymagania cieplne filtra cząstek stałych większe otwory w zderzaku przednim. Stosowane wcześniej silniki 1.9 DI/DTI i CDTi o mocy 82 i 100 KM zastąpiono silnikiem o pojemności 2,0 dm³, regulowanym na dwie moce: 90 i 115 KM. Silnik 2.5 CDTi rozwija moc 146 KM zamiast wcześniejszych 135 KM i był stosowany także w Oplu Movano. Rok 2006 przyniósł także dwie odmiany skrzyniowe (z wysoką i niską podłogą; tylko z pojedynczą kabiną), a także popularną we Francji kabinę na ramie (plancher cabine), która służy do budowy samochodów kempingowych, karetek pogotowia, sklepów obwoźnych, a także nadwozi chłodniczych. W roku 2011 wycofano z oferty silnik 2.5 CDTi, ponieważ nie spełniał on normy Euro 5.
Bliźniacza konstrukcja pojazdu otrzymała tytuł Samochodu Dostawczego Roku 2002.

### Nadwozia
- van z pojedynczą kabiną L1
- van z pojedynczą kabiną L2
- van z podwójną kabiną L1
- van z podwójną kabiną L2
- Kombi L1
- Kombi L2
- podwozie pod zabudowę
- Tour

### Wersje wyposażeniowe
- Kombi Essentia L1H1
- Tour Elegance
- Tour Cosmo
- Life Cosmo L1H1

### Silniki
- Benzynowe

| Silnik  | Pojemność skokowa [cm³] | Moc maksymalna [KM] ([kW]) przy obr./min | Maks. moment obrotowy [Nm] przy obr./min | Układ i liczba cylindrów | Układ rozrządu/ liczba zaworów | Przyśpieszenie (s) 0-100 km/h | Prędkość maksymalna km/h | Spalanie (l/100 km) średnio |
| ------- | ----------------------- | ---------------------------------------- | ---------------------------------------- | ------------------------ | ------------------------------ | ----------------------------- | ------------------------ | --------------------------- |
| 2.0 16V | 1998                    | 120 (88)/4750                            | 190/3750                                 | R4                       | DOHC/16                        | 14,5                          | 189                      | 10,3                        |

- Wysokoprężne

| Silnik          | Pojemność skokowa [cm³] | Moc maksymalna [KM] ([kW]) przy obr./min | Maks. moment obrotowy [Nm] przy obr./min | Układ i liczba cylindrów | Układ rozrządu/ liczba zaworów | Przyśpieszenie (s) 0-100 km/h | Prędkość maksymalna km/h | Spalanie (l/100 km) średnio |
| --------------- | ----------------------- | ---------------------------------------- | ---------------------------------------- | ------------------------ | ------------------------------ | ----------------------------- | ------------------------ | --------------------------- |
| 1.9 DI          | 1870                    | 82 (60)/3400                             | 190/2000                                 | R4                       | OHC/8                          | 21,7                          | 160                      | 7,7                         |
| 1.9 DTi/CDTi100 | 1870                    | 100 (74)/3500                            | 240/2000                                 | R4                       | OHC/8                          | 19,5                          | 180                      | 7,7                         |
| 2.0 CDTi 90     | 1995                    | 90 (66)/3500                             | 240/1600                                 | R4                       | DOHC/16                        | 19,0                          | 175                      | 7,9                         |
| 2.0 CDTi 115    | 1995                    | 115 (84)/3500                            | 290/1600                                 | R4                       | DOHC/16                        | 15,0                          | 194                      | 7,9                         |
| 2.5 CDTi 135    | 2464                    | 135 (99)/3500                            | 310/1750                                 | R4                       | DOHC/16                        | 15,2                          | 198                      | 8,6                         |
| 2.5 CDTi 150    | 2464                    | 145 (107)/3500                           | 320/1500                                 | R4                       | DOHC/16                        | 13,5                          | 211                      | 8,7                         |

## Druga generacja

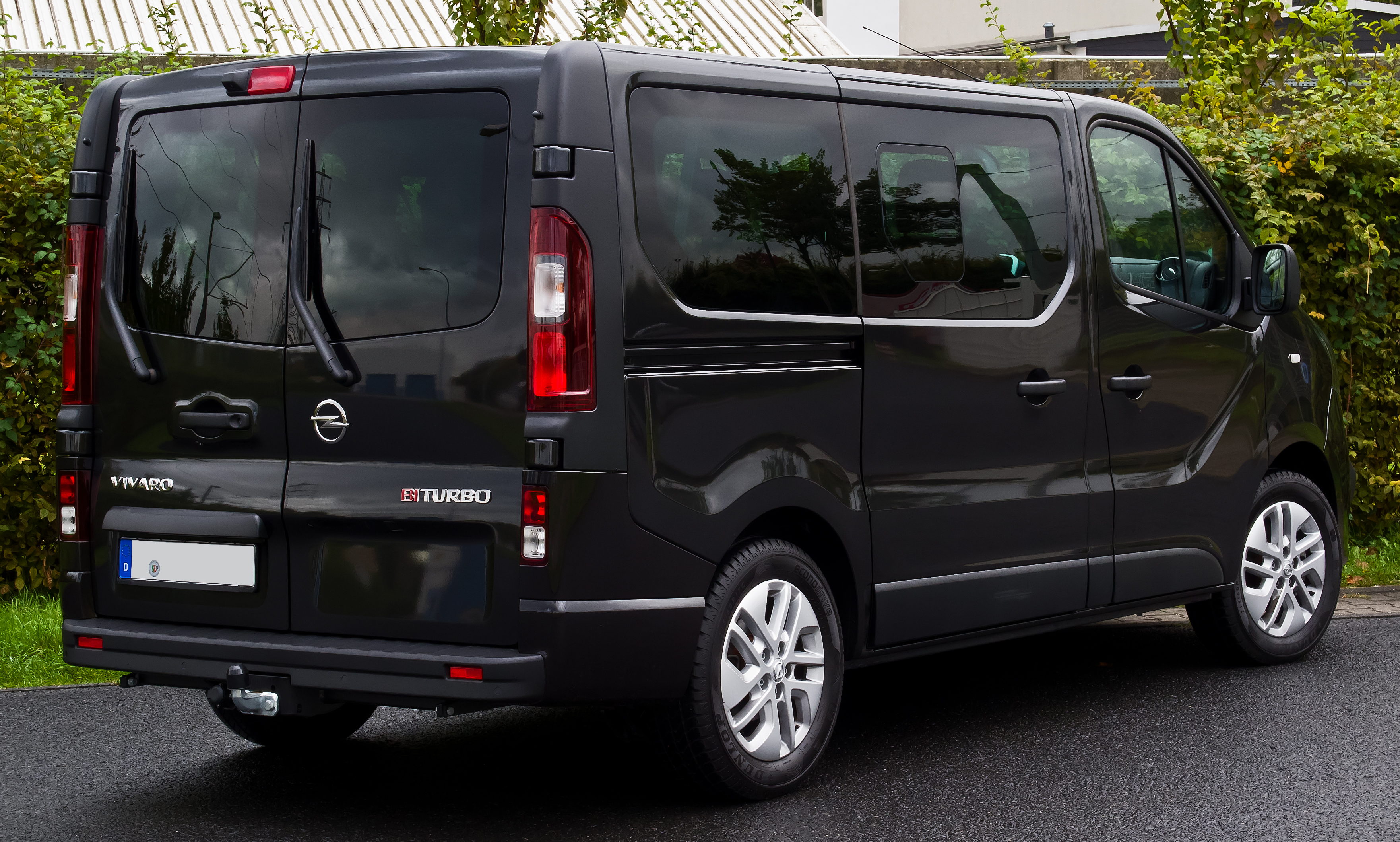
Opel Vivaro B Life – tył

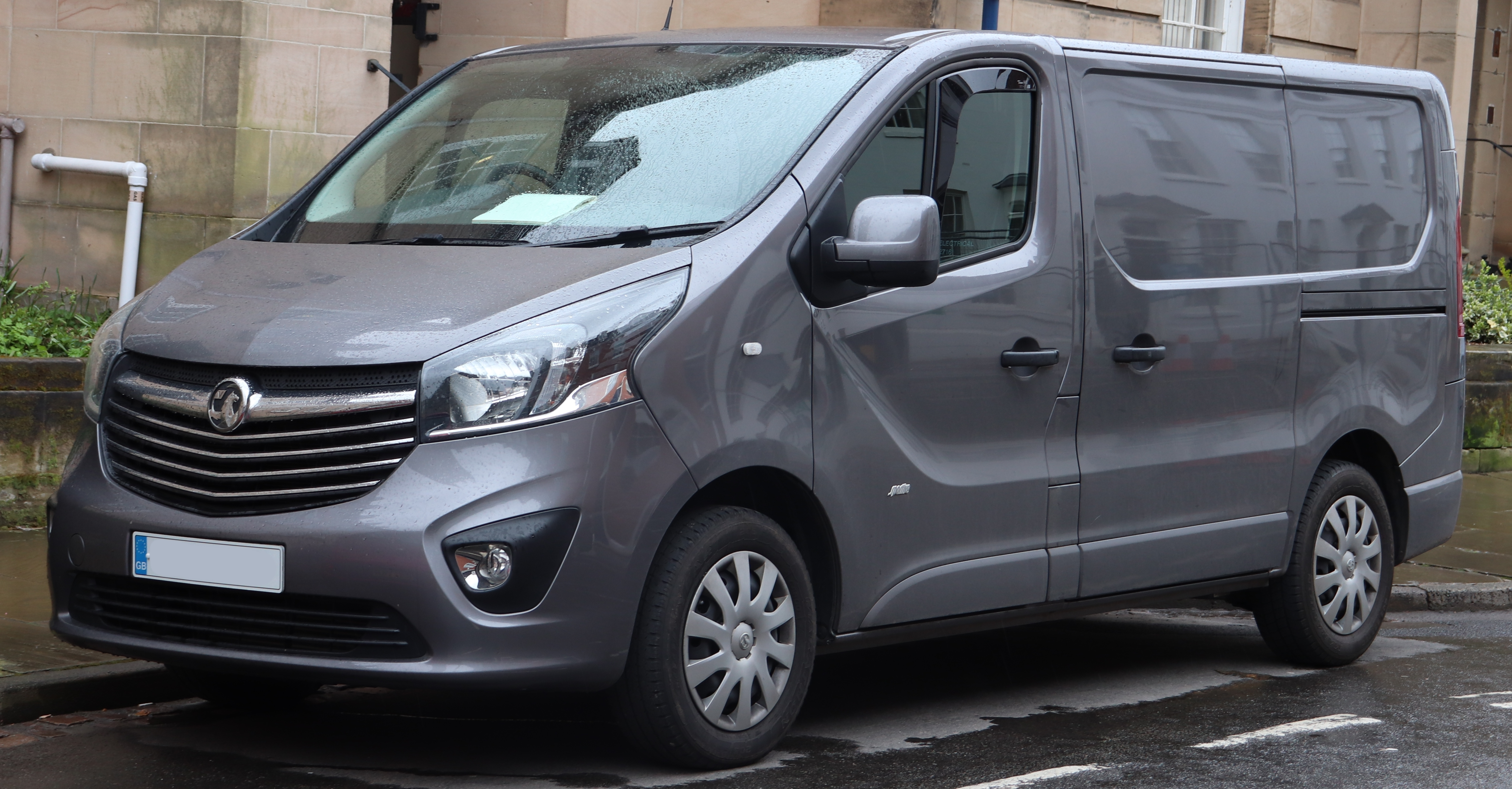
Vauxhall Vivaro B w wersji dostawczej

Opel Vivaro II po raz pierwszy został zaprezentowany w marcu 2014 roku.
Auto otrzymało zupełnie nowy pas przedni, drzwi, burty i pas tylny. Pojazd dostępny był w dwóch konfiguracjach rozstawu osi (krótki i długi) oraz wysokościach karoserii (niski, wysoki). Uwzględniając różne wersje napędowe i możliwości przewożenia ładunków, pojazd dostępny będzie w 270 konfiguracjach. 

### Przedwczesny koniec produkcji
Produkcja Opla Vivaro drugiej generacji została przedwcześnie zakończona w 2018 roku po zaledwie 4 latach produkcji. Przyczyną takiego stanu rzeczy były nowe porządki zarządzone przez właściciela marki Opel, którym od połowy 2017 roku jest koncern PSA. W ich myśl, wszystkie samochody marki w najbliższych latach mają być budowane na platformach Toyoty, Citroena oraz Peugeota, a także jak najszybciej mają zostać zerwane wszelkie sojusze z zewnętrznymi koncernami generujące koszty. 
W ramach polityki koncernu PSA, po 17 latach zerwany został sojusz z Renault, na mocy którego produkowano bliźniacze modele Renault Trafic i Opel Vivaro. Choć druga generacja modelu obecna na rynku była zaledwie 4 lata, to jej produkcja została zakończona z końcem 2018 roku. W 2019 roku została przedstawiona trzecia generacja, która jest tym razem po prostu bliźniaczym modelem względem najnowszych wcieleń modeli Toyota ProAce Verso, Citroen Jumpy/SpaceTourer i Peugeot Expert/Traveller.

### Silniki[6]
Podstawowym silnikiem modelu był silnik wysokoprężny 1.6 CDTI oferowany w kilku wariantach mocy (od 90 KM do 145 KM) do wyboru w wersji z jedną turbosprężarką o zmiennej geometrii łopatek lub z dwiema niezależnymi turbinami BiTurbo. Najnowsza kolejna generacja Opla Vivaro jest produkowana na bazie Peugeota Traveller / Expert. 

## Trzecia generacja

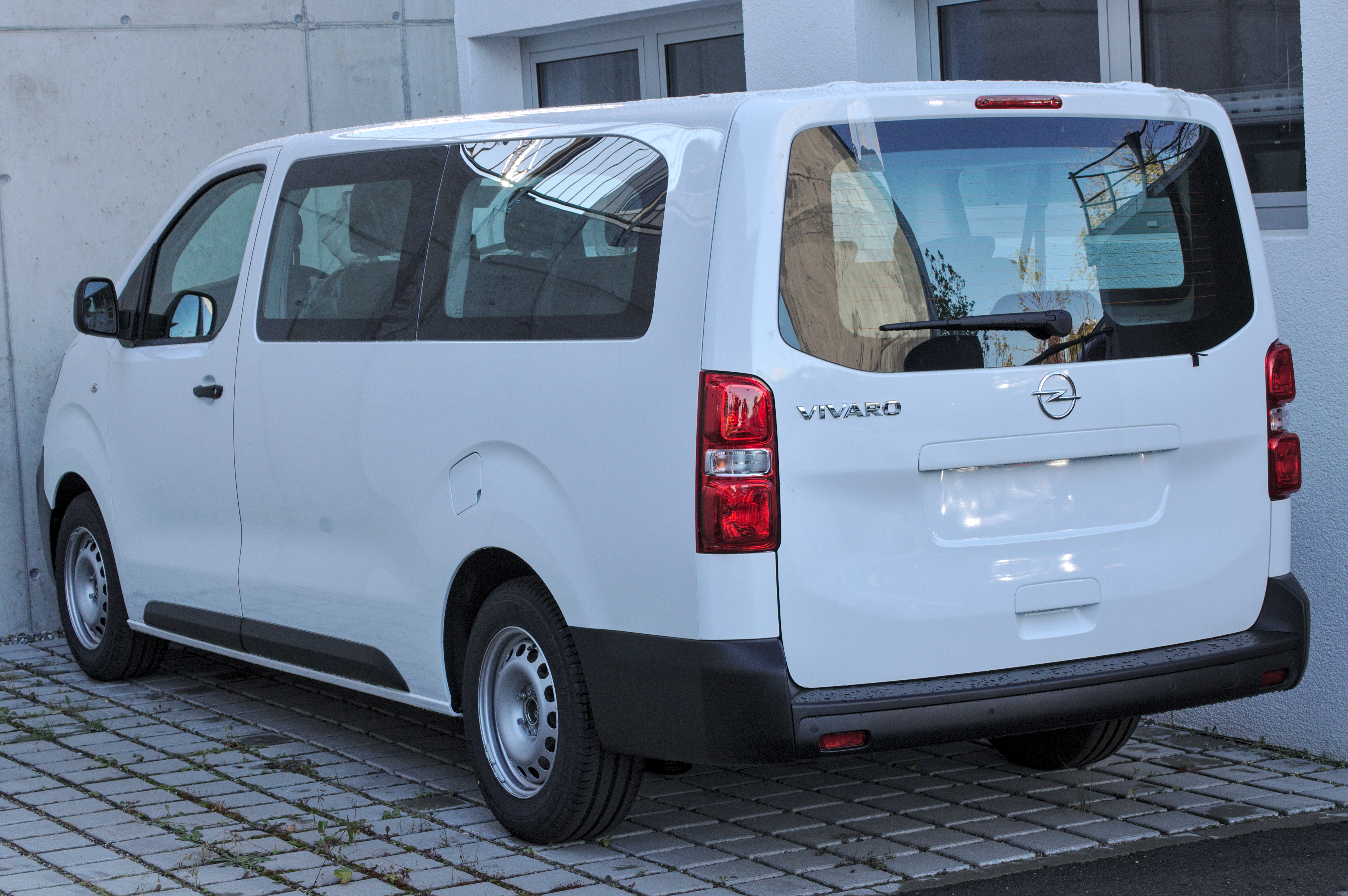
Opel Vivaro C – tył

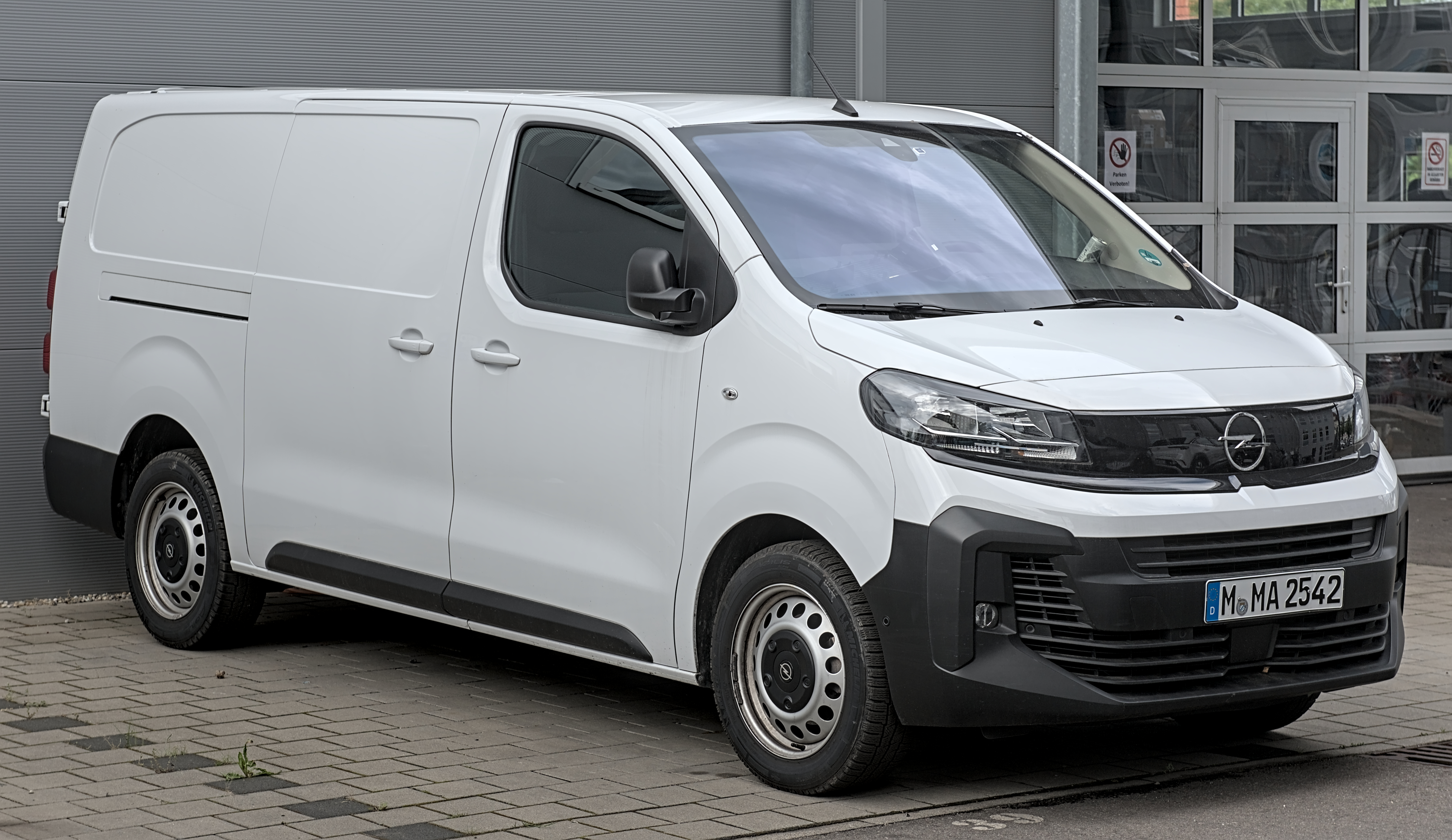
Opel Vivaro C po liftingu

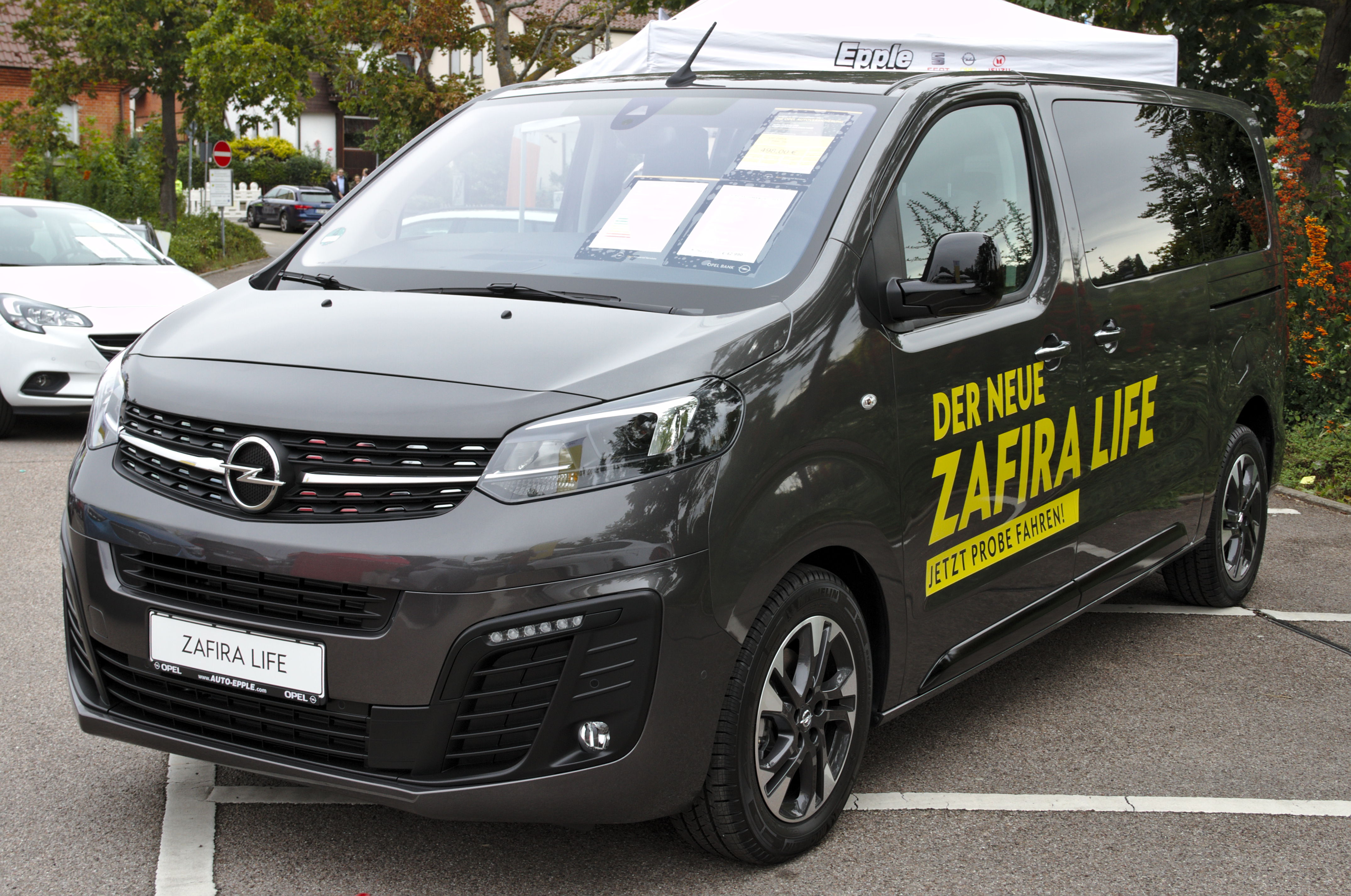
Opel Zafira Life

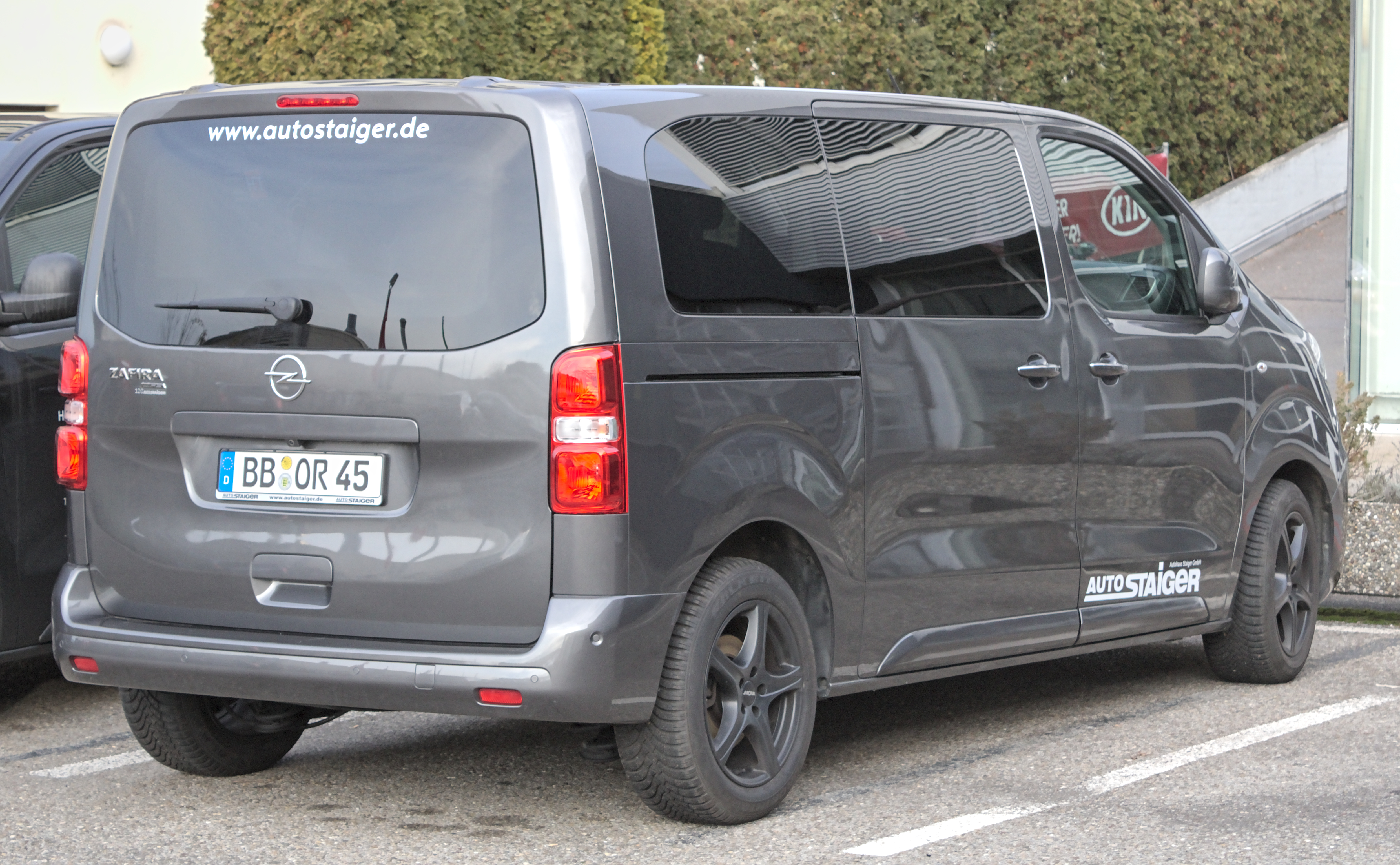
Opel Zafira Life – tył

Opel Vivaro III po raz pierwszy został zaprezentowany w styczniu 2019 roku.
W przeciwieństwie do poprzedników, trzecia generacja Vivaro jest bliźniaczym modelem nie Renault Trafic i modelu Nissana, lecz modeli Citroën Jumpy i Peugeot Expert, a także Toyota ProAce. Od tych trzech pojazdów, nowe Vivaro wyróżnia się wyglądem pasa przedniego i innym kołem kierownicy. Podobnie jak dotychczas, Vivaro będzie produkowane w wersji dostawczej i osobowej. Ta druga po raz pierwszy nie będzie oferowana jako po prostu Vivaro Life, lecz przejmie nazwę po ustępującym właśnie mniejszym modelu, Zafira, nazywając się Zafira Life. Zasada ta nie dotyczy Wielkiej Brytanii, gdzie pojazd dalej będzie nazywać się Vauxhall Vivaro Life.
Rynkowy debiut przewidziano na drugą połowę 2019 roku. Wkrótce podobny los spotka model Movano, którego kolejna generacja będzie bliźniacza wobec następców obecnych wcieleń modeli Citroën Jumper i Peugeot Boxer.

### Lifting
Jesienią 2023 roku auto przeszło modernizację. W samochodzie zastosowano m.in. charakterystyczny dla marki pas przedni Opel Vizor. Dodatkowo odświeżono kokpity z kolorowymi ekranami dotykowymi o przekątnej do 10 cali. Będzie on oferował wciąż wiodący w swojej klasie, lokalnie bezemisyjny zasięg elektryczny.